# Tilpa
Tilpa är en ort i Australien. Den ligger i kommunen Central Darling och delstaten New South Wales, i den sydöstra delen av landet, omkring 720 kilometer nordväst om delstatshuvudstaden Sydney. Antalet invånare är 159.
Trakten runt Tilpa är nära nog obefolkad, med mindre än två invånare per kvadratkilometer..
Omgivningarna runt Tilpa är i huvudsak ett öppet busklandskap. Genomsnittlig årsnederbörd är 303 millimeter. Den regnigaste månaden är februari, med i genomsnitt 70 mm nederbörd, och den torraste är oktober, med 2 mm nederbörd.